# ISU-122 (自走砲)
ISU-122またはJSU-122（ロシア語: ИСУ-122）は、IS-2のシャーシを利用し、当初A-19 122mmカノン砲、後にはD-25T 122 mm軍団砲（カノン砲）をケースメート（砲郭）式に搭載した自走砲である。

## 概要
生産の終了するSU-152自走砲の後継であるISU-152自走砲の152 mm榴弾砲ML-20の砲身の生産が遅れていたため、砲と砲弾の供給に余裕があり同型の砲架を用いる122 mm A-19を代わりに搭載したものである。
回転砲塔式の戦車よりも大口径の主砲を搭載できる固定戦闘室型自走砲にもかかわらず、車体の流用元であるIS-2と同じ主砲を搭載していることは、一見無意味なようではあるが、生産力を効率的に活用できること、また、戦車兵よりも自走砲兵の方が訓練期間が短くて済む、という利点もあり、いずれにせよ早急な戦力化を求めて、1943年12月より量産が開始された。本車の前期型は、砲本体を除けばISU-152自走砲とはほとんど同じ車輌である。
生産数は大戦中にISU-152と合わせて約4075輌、戦後にISU-122と改良型であるISU-122Sの生産は一旦終了したが、1947年～1952年に約3130輌のISU-122Sが追加生産された。

## 生産・運用
ISU-122は、同じシャーシのIS-2重戦車の主砲と同じ弾薬を用いており、その威力は同等であった。旋回砲塔より大口径の砲が搭載できるケースメート式戦闘室に同クラスの砲を搭載したのは、開発当時の戦車型は85 mm砲搭載のIS-1であり、また前述のように152 mm砲の不足で重自走砲の生産が遅延することを避けるためで、国防委員会（GKO）の指示によるものであった。オブイェークト242として1943年に試作された本車は採用され、同年12月にISU-152と共にまず35輌が生産された。
そして1944年2月には、ISU-152と同様に軍または方面軍直轄の独立重自走砲連隊に21輌ずつ配備され、同年末からは戦車軍直轄の特別機械化砲兵旅団に65輌ずつが配備された。ISU-152と122は、終戦までにこれら53の部隊に編成された。重自走砲連隊は1944年夏のバグラチオン作戦から本格的に投入され、ケーニヒスベルク（カリーニングラード）やベルリンのような市街戦でも威力を発揮している。ソ連軍以外では、大戦中にポーランド人民軍が本車をISU-152と共に供与され、戦後も運用している。
ISU-122は特に駆逐戦車として開発された車輌ではなかったが、ISU-152に比べ砲の発射速度や砲口初速で勝り、より対戦車戦闘に向いていたため、敵戦車の反撃が予想される地点に優先的に配備された。しかし断隔螺式の閉鎖器をもつ野戦砲をそのまま搭載したため発射速度はまだ遅く、閉鎖器を鎖栓式に変更したDT-25Tに換装したISU-122S(ИСУ-122С)が1944年8月から従来型と併行生産された。この砲の発射速度は（ドイツ軍戦車には劣るものの）毎分1.5 - 2発だったものが3 - 4発に向上した。ISU-122Sは当初はISU-152/122と同じ防盾を装備していたが、後に防盾はSU-85/100と似た独自の球形のものに変更されている。

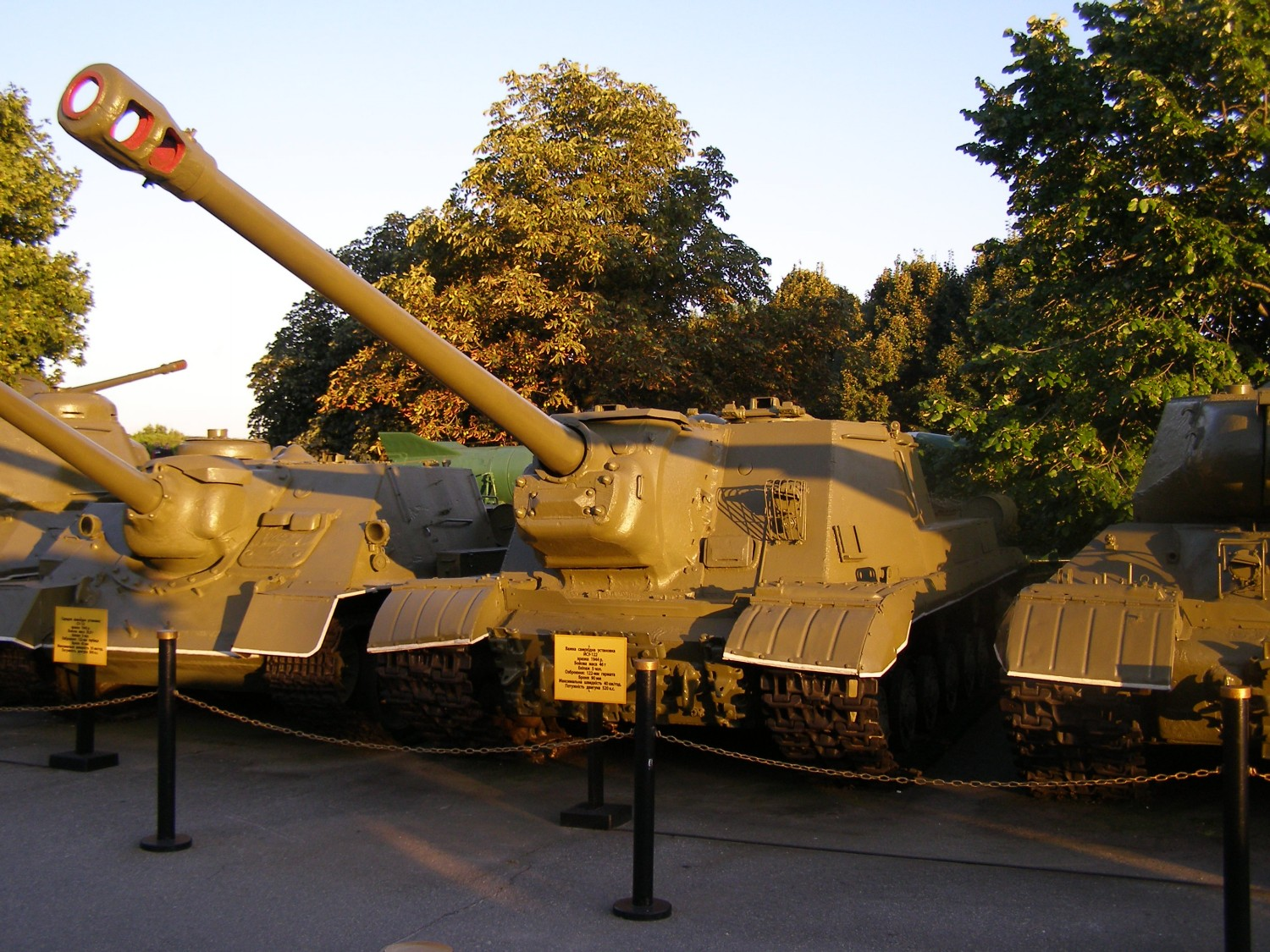
ISU-122S
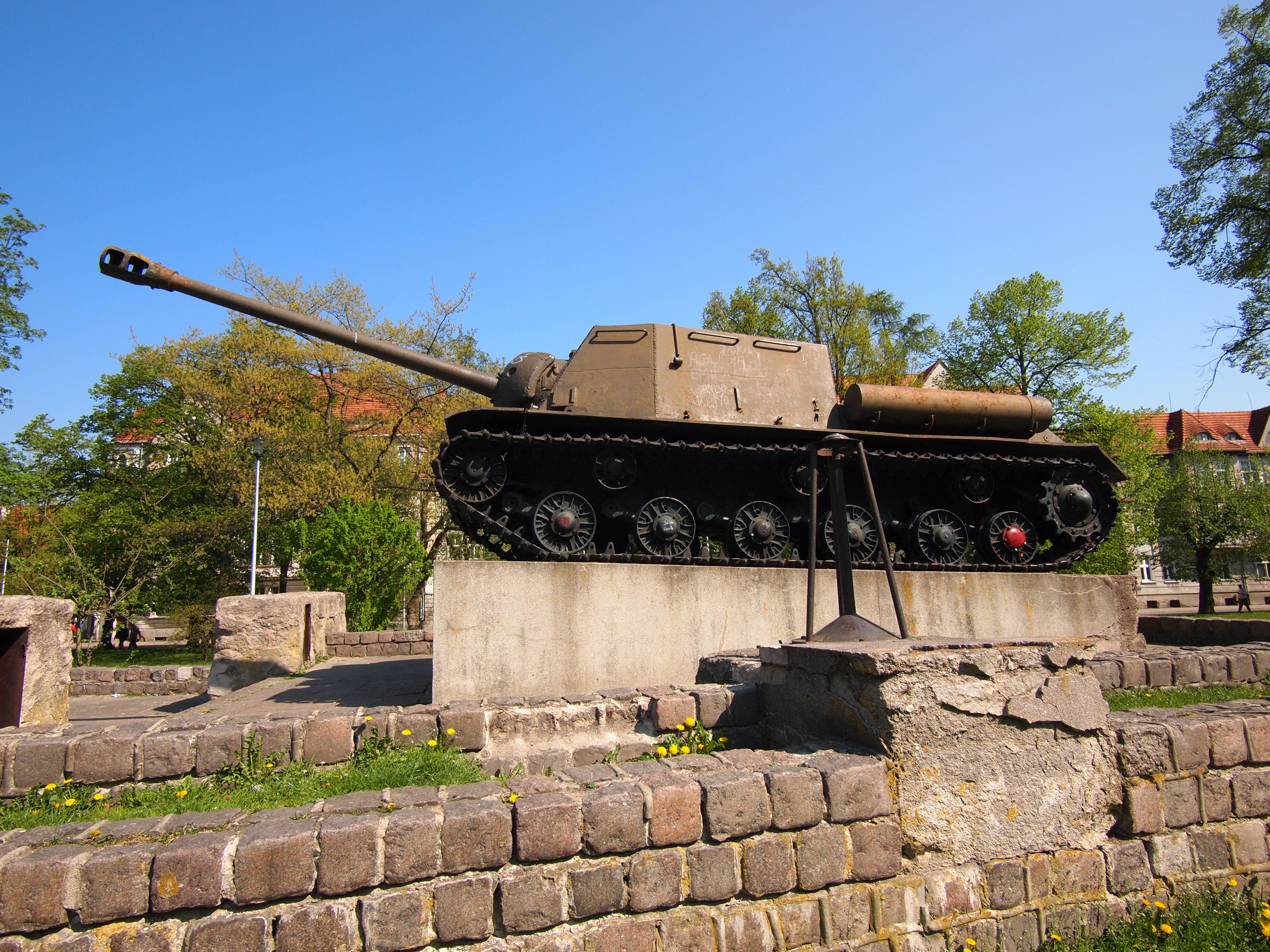
ISU-122S 球形防盾型

ISU-122は-152に比べて主砲の弾速が早く低伸性に優れており、対戦車戦闘能力が高かったため、1944年には更に砲口径長があり対戦車戦闘能力の高い、新開発の60口径122mm BL-7 長砲身カノン砲に変更したISU-122BM（ИСУ-122БМ, Объект 243）も開発されたが、試作のみに終わった。
後に、重自走砲の主砲を152 mmに一本化することが決定し、多数のISU-122が余剰となった。これらは主砲が撤去され、その穴を塞いで戦車回収車ISU-Tとなった。これは損傷戦車を牽引するだけで、特殊な回収機材をもたぬ車輌であったが、1959年にドイツのベルゲパンターなどを参考にして、大型ウインチや作業用プラットフォームをもつBTT-1に発展した。また1960年代には、溶接作業などに用いるための発電機を搭載したBTT-1Tに改修された。

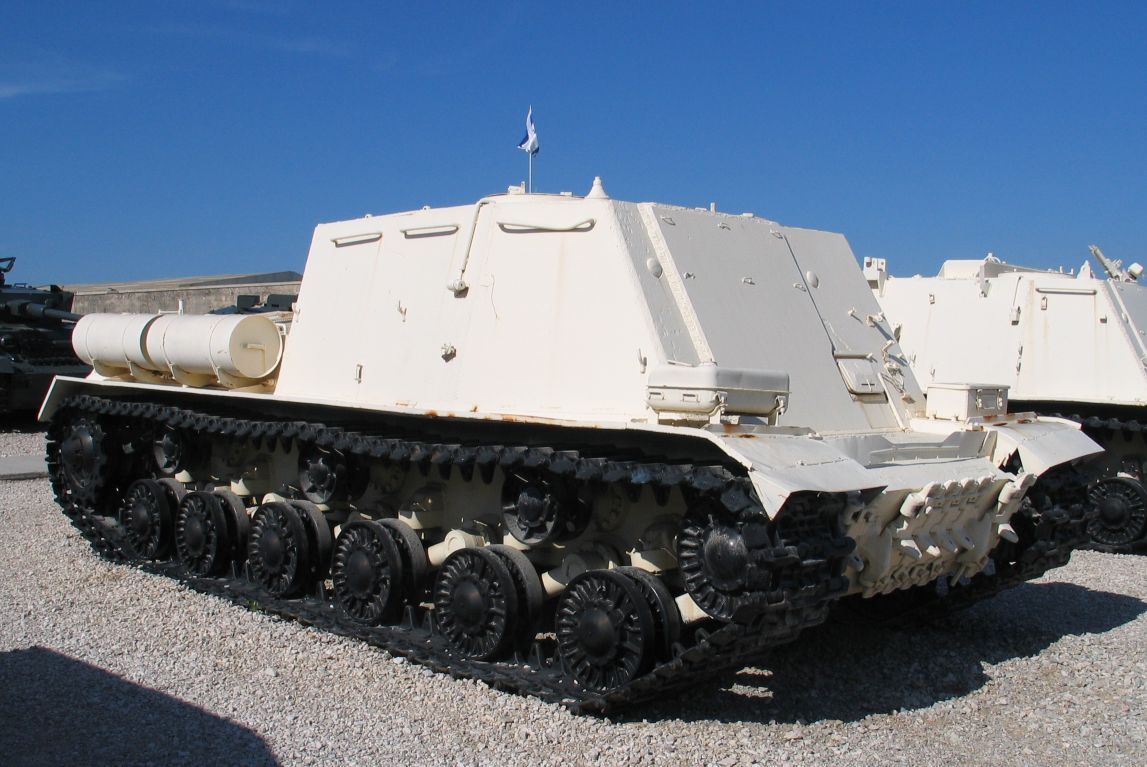
主砲を撤去した戦車回収車型、ISU-T
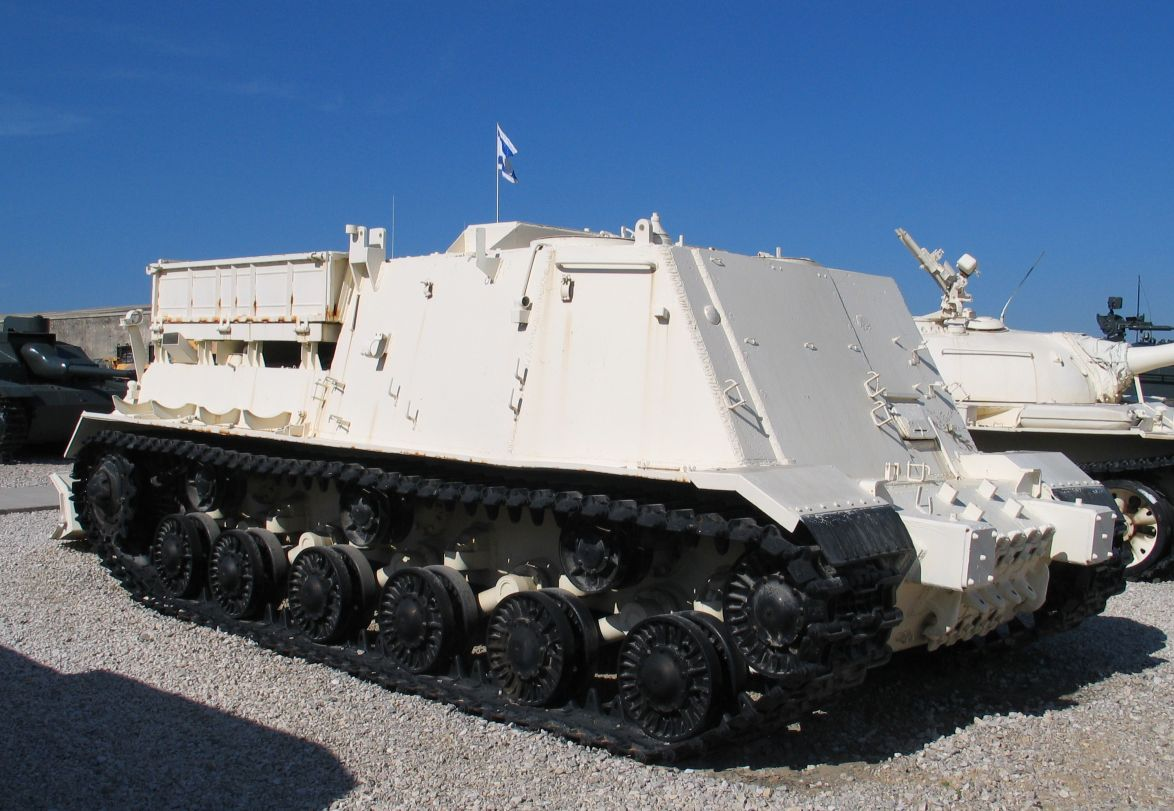
より本格的な戦車回収車型、BTT-1
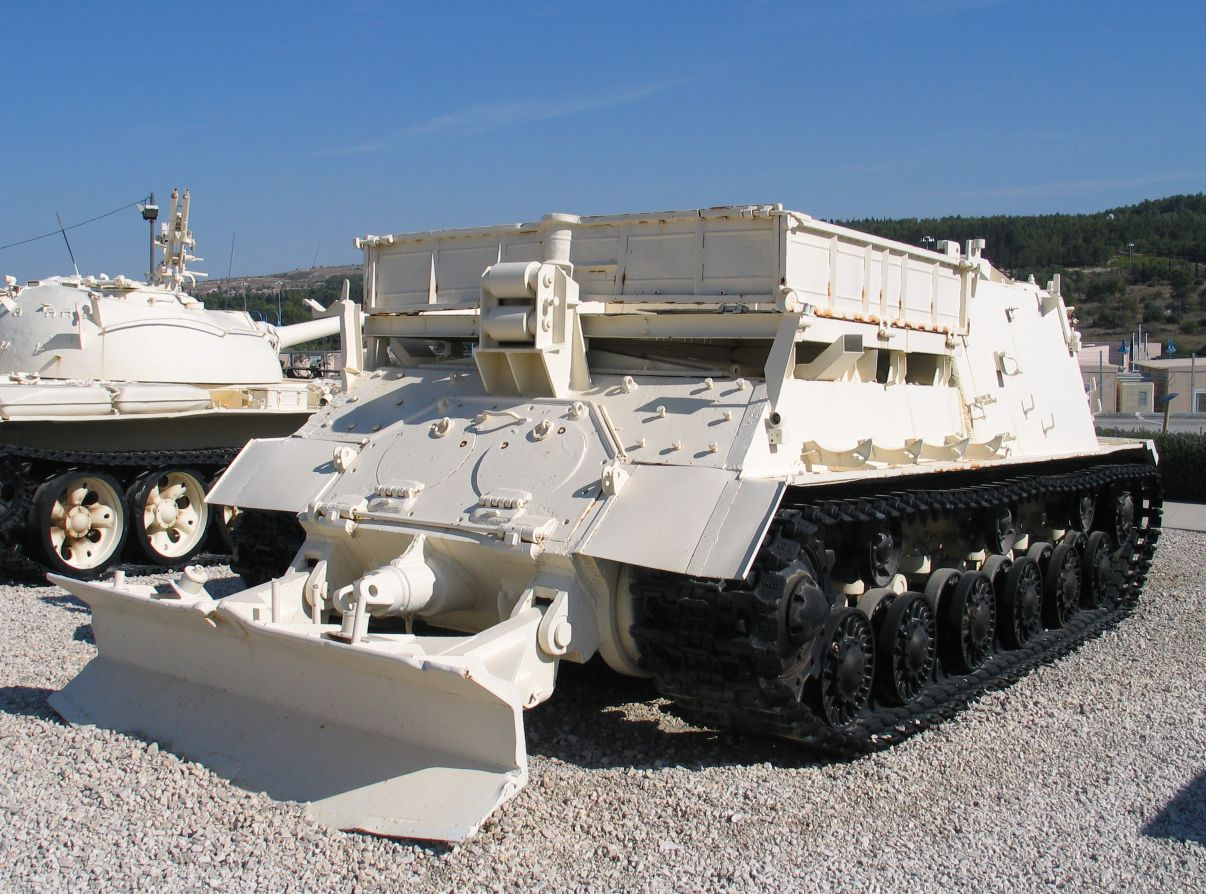
BTT-1 後方より